# 放送大学
放送大学（ほうそうだいがく、英語: The Open University of Japan）は、千葉県千葉市美浜区若葉二丁目11番地に本部を置く日本の私立大学。1981年創立、1983年大学設置。大学の略称は放大（ほうだい）、OUJ（オー・ユー・ジェー）。放送大学学園法に基づき文部科学省及び総務省による所管のもと放送大学学園により設置・運営されている公設民営大学であり、放送授業やオンライン授業などを主に行う通信制大学・大学院である。

## 概要

### 大学全体
1981年、生涯学習機関として、広く社会人等に大学教育の機会を提供するという趣旨で放送大学学園法（昭和56年法律第80号、以下、旧法）が制定された。放送大学は、旧法に基づき特殊法人である放送大学学園（以下、旧法人）が1983年に設置した大学である。
2002年には「特殊法人等整理合理化計画」に伴い、放送大学の設置者である放送大学学園を「特別な学校法人」とするため、旧法を改正した放送大学学園法（平成14年法律第156号、以下、新法）が公布された。新法第3条の規定により、現在の放送大学は、学校法人である放送大学学園（以下、新法人）が設置する学校となっている。なお、文部科学省のホームページでは国立大学の項に記載されていたこともあり、表記の上では国立と同等の扱いをされることが多い。文部科学省には放送大学担当の係長職がある。
2007年10月1日より大学名の英称を、"The University of the Air"から"The Open University of Japan"に改めた。英称の変更前から用いられていたドメイン (u-air.ac.jp) については、2010年4月に新ドメイン（ouj.ac.jp）に変更された。また、この機に学内情報システムの刷新が行なわれ、以前より行なわれていたインターネットからの科目登録、各種申請届け、単位認定試験、通信指導、通信添削指導等をWEB利用を推進している。
インターネット経由の放送授業視聴、オンライン授業、ライブweb授業も増強し、インターネット経由で学習する大学に変貌している。

### 放送大学の定義
放送大学学園が設置する大学を「放送大学」といい（放送大学学園法第2条）、放送大学学園は放送大学に関する業務（大学の設置・運営、教育放送等、附帯業務）を行う（放送大学学園法第4条）。なお、教育研究は放送大学学園が設置する「放送大学」において行われ、放送は放送大学学園が開設している放送局において行われている。
学園を所管する文部科学省も「私立大学」ではなく「国立大学」として扱っていた。2003年に「新放送大学学園法」が施行され、放送大学学園が（国立大学法人や独立行政法人とは異なった）学校法人になったことに伴い（次項参照）、放送大学は私立大学となった。ただし、全国に所在する学習センターの多くが国立大学の敷地内に入居していること、多くの国立大学と単位互換協定を結んでいること、教職員の約9割を文部科学省、総務省、財務省、国立大学からの出向者が占めること、事務職員の採用に「文部科学省文教団体職員採用試験」、「国立大学法人等職員採用試験」を通じて行っていることなど国立大学に準じており、一般的な私立大学とはその性格を異にしている。一方で、教職員が加入する社会保険は私学共済となっている。

### 特色
放送大学は、英語名（The Open University of Japan）から読み取れるように、公開大学である。教養学部については入学試験がなく入学は容易であるが、卒業については卒業生の質を担保する目的で、入学後に厳格なチェック体制が敷かれているために容易ではない。2016年からはさらに改革を行い、より学習効果が高まるような授業となった。
1985年度から学部生の受け入れを開始して以来、平成25年度第2学期現在、136万2258人が学生として学び、平成26年度3月末現在、7万9186人の教養学部卒業生、4177人の大学院修士課程修了生を送り出している。
平成22年度3月現在、在学期間（最長10年）内における、教養学部卒業率（全科履修生の卒業率）は、30〜40％程度である。同年の、在学期間（最長5年）内における、大学院修士課程修了率（修士全科生の修了率）は、80％程度である。
平成26年度第2学期現在、8万3892人の教養学部生（全科・選科・科目履修生及び、特別聴講学生）、5606人の大学院修士課程生（修士全科・修士選科・修士科目生及び、特別聴講学生）、12人の大学院博士後期課程生（博士全科生）が在籍している。
国立・公立・私立大学、大学院、高専と単位互換協定を締結している。
大学本部は千葉県千葉市美浜区に所在し、放送授業番組は本部の専用スタジオにて収録されている。
学習施設として、全国に学習センターを50ヶ所、学習センターの分室的な役割を担うサテライトスペースを7ヶ所設置していることがあげられる。すべての学生は、いずれかの学習センターまたはサテライトスペースに所属する。
学習センター、サテライトスペースは、面接授業等のスクーリング、単位認定試験、放送授業の再視聴などを行う学習施設である。放送大学の学生は全国すべての学習センター、サテライトスペース、千葉本部の附属図書館を利用できる。また、学習センター、サテライトスペースでは学習相談、卒業研究指導を受けられるほか、図書室の利用、学生証・在学証明書など各種証明書の発行もできる。
学生割引の対象であるが、制限を設けている事業者もある。

### 象徴

#### シンボルマーク
- 放送大学シンボルマーク（永井一正制作）
  - 大学設立時に制定された。「知識を吸収し、集約し、人格形成され、外に向かって上昇していくことを表す」「多数の人々が教育を受ける機会を表す」「白は知識の吸収を、ブルーは人格の形成を表す」ものとされている[19]。

#### 学歌
- 放送大学学歌[20][注 3]
  - 作詞：那珂太郎
  - 作曲：柴田南雄
  - 歌：東京混声合唱団[21]
- 放送大学イメージソング 「人間の贅沢、ひとつ」[注 4]
  - 作詞、作曲、歌：小椋佳
  - 監督：西村宜隆
- 放送大学イメージソング 「と・も・た・ち」[注 4][注 5]
  - 作詞、作曲、歌：小椋佳
  - アニメーション：彦すけあ
  - 監督：西村宜隆

#### マスコットキャラクター
2008年に、こうの史代のデザインによる伝書鳩をモチーフとしたマスコットキャラクターが制定され、名称は公募により「まなぴー」となった。なお、それ以前にもアナログテレビの形をしたキャラクターがおり、民放でのCMにも出演していた。

## 教育および研究
放送大学は通信制の大学であり、教育は放送授業・面接授業・オンライン授業（2015年より開始）の3形態の授業によって行われる。放送授業によって卒業に必要な大半の単位を修得できることが特徴である。卒業するためには、124単位（うち、基盤科目14単位(うち2単位は外国語科目)、自コース科目34単位、自コースと共用科目の扱いを受けない他コース科目4単位を、124単位の中に含める必要がある）を修得することが必要であり、このうち94単位は放送授業で、20単位は面接授業及びオンライン授業で（2016年より）、残りの10単位は放送授業・面接授業・オンライン授業のいずれでもよい（「授業形態を問わない科目」となっているが、この科目群の扱いとなるオンライン授業も存在する）ことになった。令和6年度入学者より、卒業要件が若干の変更が行われ、74単位は放送授業で、20単位は面接授業及びオンライン授業で、残りの30単位が放送授業・面接授業・オンライン授業のいずれでもよい（「授業形態を問わない科目」となっているが、この科目群の扱いとなるオンライン授業も存在する）ことになった（令和5年度までの入学者も希望すればこの要件に変更可能とされる予定）。
なお、放送授業で用いるテキスト（印刷教材）は、書店で購入できる（叢書名：放送大学教材、発行所：一般財団法人放送大学教育振興会、発売所：NHK出版）。芦部信喜の「憲法」のように教材を元にした教科書が他社から刊行されることもある。
各放送授業科目の主任講師は、放送大学の専任教員だけではなく、他大学（国公私立を問わず）の教授・准教授や独立行政法人の総括研究員なども担当している。この場合、放送大学の客員教授・客員准教授として委嘱している。
計画発表 のとおり、同学大学院修了者から選抜する形で修士全科生・全科履修生の研究論文指導、学部授業の補助のため、ティーチングアシスタント (TA) が採用されている。なお、学生サークルほか、近隣や職場などで同じ専攻を持つ学生同士で、相互扶助の形でレポートの作成等を実施している例もある。
他大学よりも少ない学費で臨床心理士の資格が取得できるため、これを目的とする入学者もいる。

### 学部
- 教養学部
  - 教養学科（学士課程「学士（教養）」[29]）
    - 生活と福祉コース（旧 生活と福祉専攻）
    - 心理と教育コース（旧 発達と教育専攻）
    - 社会と産業コース（旧 社会と経済専攻、旧 産業と技術専攻）
    - 人間と文化コース（旧 人間の探究専攻、旧 産業と技術専攻のうち情報系の一部）
    - 情報コース（2013年度から設置）
    - 自然と環境コース（旧 自然の理解専攻）

2009年度に、従来の教養学部3コース6専攻を、教養学部教養学科5コースに改組した。なお、2008年度以前入学の学生も新コースに移行できる。旧産業と技術専攻の学生は「新社会と産業コース」と「新人間と文化コース」を選択して移行できる。
現行カリキュラムは、平成28年度から適用されており、それ以前の入学者も申請により現行カリキュラムで履修することができる（ただし、戻すことができない）。上述のように、令和6年度以降入学者より、コース要件の変更はないが授業形態の要件が変更され、放送授業でなければならなかった分から20単位分が、授業形態を問わない科目となった。

### 大学院
- 文化科学研究科
  - 文化科学専攻（修士課程「修士（学術）」）
    - 生活健康科学プログラム
    - 人間発達科学プログラム
    - 臨床心理学プログラム（日本臨床心理士資格認定協会認定第2種指定大学院）
    - 社会経営科学プログラム
    - 人文学プログラム（2013年度から設置された）
    - 情報学プログラム（2013年度から設置された）
    - 自然環境科学プログラム

  - 文化科学専攻（博士後期課程「博士（学術）」）
    - 生活健康科学プログラム
    - 人間科学プログラム
    - 社会経営科学プログラム
    - 人文学プログラム
    - 情報学プログラム（2018年度から設置された）
    - 自然科学プログラム

大学院は、文化科学研究科の文化科学専攻の中に修士課程は7つ、博士後期課程は6つのプログラムが設けられている。2013年に従前の「文化情報学プログラム」は「人文学プログラム」「情報学プログラム」に分離した。

## 学習のシステム
放送大学は、4月と10月を学習開始月とする年2学期制の教育課程を編成している。そのため、入学・卒業時期が年2回ある（修士全科生は4月入学の1回のみ）。授業科目の登録は学期ごとに行う。各授業科目（放送授業）は、毎学期、週1回45分の放送が15回にわたって放送され、完結する。
原則として、4月1日から7月14日を前期放送授業期間、10月1日から翌年1月16日を後期放送授業期間としており、「連休・年末年始学習期間（旧ゆとりの期間）」は廃止、7月15日から9月30日と翌年1月17日から3月31日を「夏季・冬季学習期間（旧集中放送期間）」とし、この期間は放送授業期間の授業の集中再放送に充てる。

### 学生種別
学部（教養学部教養学科）については、いずれかのコースに所属し卒業（「学士（教養）」の学位取得）を目指す「全科履修生」（修業年限4年）と、自由に授業科目を履修する「選科履修生」（在学期間1年）・「科目履修生」（在学期間6ヶ月）の学生種別がある。このほか、放送大学と単位互換協定を結んだ他大学の学生が単位修得のために放送大学に在籍する「特別聴講学生」という学生種別がある。全科履修生として入学する際、それ以前に選科履修生・科目履修生として修得した単位のうち、卒業要件外科目の司書教諭資格取得に資する科目（5科目10単位）を除き、それ以外の科目は全て、全科履修生の卒業要件単位に含めることができる。「全科履修生」の在学最長年限は10年である。この期間内に卒業できない場合には除籍になるが、希望により継続入学・再入学することは可能である。なお、継続入学・再入学した場合、それまでに修得した単位は引き継がれる。
大学院（文化科学研究科）の修士課程については、いずれかのプログラムに所属し修了（「修士（学術）」の学位取得）を目指す「修士全科生」（修業年限2年）と、自由に授業科目を履修する「修士選科生」（在学期間1年）・「修士科目生」（在学期間6ヶ月）の学生種別がある。修士全科生として入学する際、過去に修士選科生・修士科目生として修得した単位があれば、修得した単位の全てを修士全科生の修了要件となる単位に含めることができる。
大学院（文化科学研究科）の博士後期課程については、いずれかのプログラムに所属し修了（「博士（学術）」の学位取得）を目指す「博士全科生」（修業年限3年）のみであり、修士課程と異なり「博士選科生」や「博士科目生」の学生種別は存在しない。

### 入学資格
放送大学も他の大学と同じく高等学校卒業、高等学校卒業程度認定試験など（学校教育法施行規則大学入学資格、150条1項～6項） であるが、そのような入学資格がなくても「大学個別入学審査制度」（学校教育法施行規則150条7項）で入学できる。
放送大学の場合は選科履修生や科目履修生として入学し所定の単位（16単位）を修得し、かつ年齢が18歳に達することによって、全科履修生に入学することが可能となり、卒業を目指すことができる。
ただしこのような大学の「個別入学資格審査制度」で入学卒業しても、他大学に学士入学する場合はその大学の個別入学審査を受ける必要がある。
選科履修生と科目履修生については、入学年度の学年の初めに15歳以上であれば学歴は問わない。（つまり、14歳の中学3年生が15歳の誕生日と同日に入学することはできない。）
大学院における修士選科生、修士科目生は、入学年度の学年の初めに18歳以上であれば学歴は問わない。修士全科生には入学者選考（入学試験）がある。入学試験の内容は、1次選考は書類選考、2次選考は筆記試験と面接試問である。原則として22歳以上で放送大学または他の大学（短期大学を除く）を卒業していることが出願条件だが、放送大学による出願資格事前審査を受けることにより、大学（短期大学を除く）を卒業していなくても入学者選考の対象となる場合がある。
大学院における博士全科生には入学者選考（入学試験）がある。原則として修士号の若しくは専門職学位に相当する学位の授与受けた者（見込み含む）が対象だが、この条件に合致しない者でも放送大学による出願事前審査を受けることにより、入学者選考の対象となる場合があるのは修士課程と同様である。

### 入学・卒業式
入学式
放送大学の入学式（「入学者の集い」と呼ばれている）は毎年4月と10月に各学習センター・サテライトスペースにて挙行される。
学位記授与式（卒業式）
学位記授与式は毎年3月に挙行される。創立以降、東京ベイNKホールや幕張メッセを式典会場に使用してきたが、2007年3月からはNHKホールを使用してきた。2019年度・2020年度は新型コロナウイルス感染拡大防止のため中止、2021年度はNHKホール改修のため国技館で実施された。令和5、6年度はベルサール高田馬場で実施される。
式には文部科学大臣および総務大臣（または両職の代理人）が出席し祝辞を述べる慣例がある。全国各地の学習センター・サテライトスペースでの卒業式・学位記授与式は3月（または4月初旬）と9月（または10月初旬）の年2回挙行される。卒業生・修了生は大学本部主催式典と各学習センター・サテライトスペース主催式典の両方に出席することができる。また、卒業生・修了生の家族も列席できる。学位記授与式の模様は特別番組や大学の窓で放送される（令和5年度は、会場の都合上、大学院修了生や総代など、参列可能な学生を限定して実施し、後日、各学習センターの式典で学位記授与が実施されることになっている）。

### 卒業・修了要件
学部に「全科履修生」として入学・編入した場合は、＜a)基盤科目14単位以上（そのうち外国語科目2単位以上）、コース科目76単位以上（そのうち所属コース科目34単位以上、他コース科目4単位以上）、b)放送授業を94単位以上（令和6年度以降は74単位以上）、面接授業またはオンライン授業を20単位以上、残りの10単位（令和6年度より30単位）は科目形態を問わない科目という扱いとなり、放送授業・面接授業・オンライン授業のいずれでも可＞という、aとb、両方の条件を全て満たしたうえで、総計124単位以上を修得すれば卒業できる。選択科目の卒業研究6単位（卒業論文）を履修し合格した場合は、所属コースの専門科目の単位（放送授業科目3単位＋面接授業科目3単位）として認定される。卒業要件を満たすと、大学卒業「学士（教養）」の学位が授与される。一般の大学と同じ4年で卒業するのは難しいとされる。
大学院修士課程の必要単位（研究指導を含め30単位以上、臨床心理プログラムは34単位以上）を修得し、修士論文または特定課題研究の審査、および口答試験に合格すると、大学院修了「修士（学術）」の学位が授与される。
大学院博士課程の必要単位（特論科目2単位、自プログラムの研究法科目2単位、他プログラムの研究法科目1単位、特定研究科目12単位を含む17単位以上）を修得し、博士論文の審査および口頭試問に合格すると、大学院修了「博士（学術）」の学位が授与される。

### 科目群履修認証制度（放送大学エキスパート）
2006年度より、学んだ分野の成果について大学として評価を与える科目群履修認証制度が開始された。特定の科目群（認証プラン）を修得し、申請（任意）すると認証状が授与される。
放送大学独自の制度であるが、2007年に改正された学校教育法に履修証明制度が新たに規定され、2008年度以降はそれにも対応している。
認証プランは科目の改訂もしくはプラン自体が廃止されることがあるが、廃止後数年間は申請可能な移行措置が取られている。
2022年度現在で以下の31プランが申請可能となっている。
福祉コーディネータ、社会生活プランナー、心理学基礎、臨床心理学基礎、市民政策論、異文化理解支援、日本の文化と社会、宇宙・地球科学、環境科学の基礎、芸術系博物館活動支援、歴史系博物館活動支援、自然系博物館活動支援、工学基礎、計算機科学の基礎、地域貢献リーダー人材、日本文化を伝える国際ボランティア・ガイド（基礎力）養成、学校地域連携コーディネーター、データサイエンス・リテラシー、データサイエンス応用基礎、経営の理解、ものづくりとMOT(技術経営)を学ぶ、地域生涯学習支援、アジア研究、エネルギー環境政策論、現代社会の探究、次世代育成支援、生命人間科学、数学と社会、食と健康アドバイザー、人にやさしいメディアのデザイン、データサイエンス

### 名誉学生
教養学部の全6コースを卒業した学生を顕彰して、2010年4月より「放送大学名誉学生」として表彰状及び副賞を授与している。制度発足当初は名誉学生表彰以降の入学金・授業料が全額免除されたが、2013年4月以降は「10単位までの授業料が半額」に制度が変更され、さらに2015年度限りをもって授業料補助に関する特典は廃止された。

### 課外活動
サークル活動やクラブ活動は、学習センターごとに組織されており、地域や地方ごとに様々なサークルがある。

## 授業
学部・大学院ともに履修科目申請は各学期ごと事前に行う。受講料は1単位あたり学部で6,000円、大学院修士課程で12,000円。印刷教材の費用は授業料に含まれている。印刷教材は取り扱いのある一般書店や書店通販サイトでも購入可能である（「教育および研究」の節参照）。なお、放送科目の印刷教材の送付が不要な場合は授業料の「割引制度」がある（新規開講科目の開講当初に受講するケースは対象外。なお、オンライン科目は、印刷教材がないため対象外である）。
大学院の学習方法は放送授業のほかに、指導教員による研究指導（修士論文・特定課題研究（リサーチペーパー））を受ける。研究指導は直接指導のほか、電話・FAX・テレビ電話・電子メール・郵便などにより行われる。

### 放送授業
放送授業は、原則として4〜6年間で閉講される。そのため、各科目には開設年度が記載されている（例：「身近な気象学（'10）」）。

#### 受講
BSデジタル放送(BS231ch,232ch,ラジオ科目531ch)やケーブルテレビ（ただし、一部ケーブルテレビ局では周波数領域の関係で配信がなされていない）を通じて日本全国で視聴することができる。
ラジオ番組については、2012年4月2日からIPサイマルラジオのradiko(タイムフリー対応科目はラジオ授業科目の78.5%(2022年度)程度)でも聴くことができるようになったが、2024年3月31日をもって配信を終了した。
ケーブルテレビ非配信や、BS受信装置が設けられていない世帯などに対応するため、放送授業開講期間中であれば、学生限定であるが専用ホームページからログインの上でいつでもインターネットを介して視聴することができる（ただし、オンライン講義は放送授業とは異なるため視聴不可だが、履修済みの科目については、閉講までに学籍がありかつ別のオンライン科目を履修している場合は、復習受講は可能となっており、資料も訂正されてアップされたものを閲覧することができる）。なお、「テレビ※」となっている放送科目は、BSでは放送されないため、この方法でのみ受講可能となっている。
このほか、全国各地にある学習センターで視聴することもできる。
一部の地域では図書館や生涯学習センターなどに再視聴施設として放送教材を貸し出している場合もある。また、2019年度から放送科目は全科目インターネット経由で視聴できる（オンライン科目、体育実技、卒業研究を除く）。

#### 番組について
テレビで放送される授業とラジオで放送される授業はそれぞれ独立しており、異なる科目である。放送授業は早朝から深夜まで放送されている。通常の授業のほか、集中放送授業・特別講義・過去の放送授業（「もう一度みたい名講義～放送大学アーカイブス～）・科目選択ガイド・入学案内・情報番組（「大学の窓」）などを放送している。
大学の窓と一部の授業科目はハイビジョン制作である。BSデジタル放送のラジオ放送はすべての時間帯でステレオ放送されている。また、ベイエフエムなどで期間を限定して広報番組が放送されることがある。

#### 単位認定試験
放送授業（通常1科目2単位）については、配付されたテキスト（印刷教材）による学習と、BS衛星放送によるテレビ・ラジオによる放送授業の視聴 (Web上の「システムWAKABA」からログインすることで、オンデマンドでの視聴も可能) による学習を行い、学期末の単位認定試験に臨む。放送の受信環境やインターネットの環境がなくても、各学習センターの放送授業視聴端末から 「システムWAKABA」へ接続し視聴可能である。
放送授業の講義の概ね半分1学期は5月頃、2学期は11月頃、通信指導（レポート）が課される。期限日までに、これを回答・提出し、合格すると単位認定試験を受験できる。後日、結果が郵送されるが、web提出者は解答後即時に結果を確認することができる。
なお通信指導は、令和6年度第2学期現在、郵送提出5科目以外、すべてweb提出となり問題の郵送は無い（この措置に伴い、問題文のデータは、システムWAKABAからダウンロード可能となった）。
単位認定試験は2019年度までは学習センター、サテライトスペース、ブランチ試験場で行われていた。2020年、21年度は新型コロナウイルス感染症の影響により、試験問題が郵送、またはネット上で公開され、郵便で回答を送る形式となった。2022年度第1学期から自宅でオンライン（IBT方式）解答にすることによりで実施されている（一部科目は郵送受験）。令和7年度より、大学院科目については、webカメラによる顔認証が実施されている。機材を持っていない、又はネット環境が無い学生は入学時又は学期はじめに受験場所を学習センターに届けることにより学習センター等で受けることもできる（令和6年度以降は、記述式及び併用式の試験を学習センター、択一式を自宅でのIBT受験とする方法が選択できるようになった）。単位認定試験に合格すると単位が与えられる。なお、卒業要件上、授業形態を問わない科目扱いとされるオンライン科目（令和6年度現在、3科目が該当）については、放送科目同様、通信指導と単位認定試験が課される。

### 面接授業
面接授業（1科目1単位、スクーリング）は、学生が各学習センターまたはサテライトスペースに出向いて受講する。1科目の授業時間は90分の講義7回分、最後の8回は45分授業の後に45分のレポートまたは試験が行われる。通常、1科目あたり4回x2日、土日に開講されることが多いが、東京周辺では平日開講科目もあり、日程も種々となっている。2016年より面接授業及びオンライン授業で20単位を修得するというシステムに変更された。
面接授業は教員から直接教室内で講義を受け、各面接授業の合格基準に達すると単位を修得できる。
なお、教科書の指定がある場合、放送授業の印刷教材と異なり受講者が自身で用意する必要がある。

### オンライン授業
オンライン授業には、1単位科目と2単位科目が存在する。
いわゆるオンデマンド方式で、すべてインターネット経由で行われ、動画を見た後、小テスト、最終レポートを提出、科目によってはディスカッションに参加が必要な科目もある。総合評価で60点以上の評価が得られれば合格となる。卒業要件上、オンライン授業は面接授業と同じ扱いである（ただし、卒業要件上、面接・オンライン科目とされず、授業形態を問わない科目の扱いを受けるオンライン科目もある。その場合は、放送授業同様にweb通信指導及び択一式の単位認定試験が課されることもある）。
印刷教材はなく、web上からPDFファイルとなっている講義ノートなどをダウンロードし、必要に応じて印刷して使用する形となっている。このため、放送授業のような印刷教材保有者の割引制度はオンライン授業では存在しない。

### ライブWeb授業
ライブWeb授業（同時双方向Web授業）は、1単位科目と2単位科目がある。卒業要件上は、面接授業またはオンライン授業の科目にカウントされる。
Zoomを用いて、リアルタイムで授業を受ける。

## 大学関係者と組織

### 大学関係者一覧
- 放送大学の人物一覧

### 組織
同窓会は、学習センター毎に設置されている。また、全国組織として放送大学同窓会連合会がある。

## 対外関係

### 放送大学の単位互換
- 放送大学と単位互換協定を締結している大学及び短期大学は406大学あり、日本国内の全大学・短期大学の約36％。さらに大学院とも11大学院、高等専門学校とも16校で単位互換協定を締結（2021年11月1日現在）。他大学等から受け入れる学生数は年間で約4,700名（延べ約10,000科目）に達し、他大学における教育課程の充実に寄与している[46]。

## 学費
授業料については、学期ごとに履修する単位分（教養学部の場合、1単位あたり6,000円(令和6年度～
）を支払う。当該学期分を超えた授業料の全額を一括して支払う必要や制度はない。全科履修生として4年以上在学し124単位以上修得すれば大卒資格・学士の学位を取得できる。（編入学ではない）一般入学者が4年間で大卒資格取得を目指す場合、入学金は24,000円（20名以上の団体入学ないしは指定の共済組合加入者は、半額に減免される）で、卒業までに要する学費総額は768,000円（国立大学平均の3分の1以下）である。
令和6年度より、17年ぶりに授業料が1単位あたり500円（教養学部の場合）値上げされた。

## 免許状・資格取得
放送大学で得ることのできる主な免許状資格として、
- 教育職員免許状（教職課程がないため、教育職員検定を用いるものに限る。該当科目は、教育職員免許法認定通信教育の扱いを毎年受けている[52][53]）
  - 幼保特例による、幼稚園教諭一種ないしは二種免許状（平成27年度より期限付きでの対応中）
- 司書教諭講習修了
- 認定心理士、公認心理師（学部段階）、臨床心理士
- 看護師国家試験受験資格（准看護師資格を有する者向け）
- エキスパート（履修証明制度）

等がある。
場合によっては他の教育機関での単位修得との組み合わせで成立するケースも存在するので、十分な事前の確認を要する。

## 施設

### 本部
放送大学本部は、千葉市美浜区若葉二丁目11番地に設置されている。JR東日本京葉線海浜幕張駅・総武本線幕張駅・京成電鉄千葉線京成幕張駅のほぼ中間点にあり、どの駅からも1km強の距離がある。前記の駅間を運行する最寄りのバス停（京成バスや千葉シーサイドバスそれぞれ日に10本弱運行）も数百m離れている。
本部敷地内には、東管理棟（事務部門）・西管理棟（事務部門）・放送・研究棟・西研究棟・東制作棟（ラジオスタジオ、制作部事務部門）・西制作棟（テレビスタジオ）・附属図書館・千葉学習センター・資料管理棟・セミナーハウス・若葉会館・エネルギーセンター・マルチモダリティ研究施設・グランドがある。

#### 附属図書館
附属図書館は1990年6月に放送大学本部に併設された。約26万冊の蔵書のほか、放送大学の教科書に相当する印刷教材、再視聴用端末などを備えている。放送大学の学生は、各学習センターやサテライトスペースの図書室を介して、附属図書館所蔵資料の貸出しを受けることができる。自宅への図書配送も佐川急便の着払いで行っている。附属図書館に必要な資料や書籍がない場合、所定の利用条件のもとで国立国会図書館および他大学図書館への利用申込書を発行している。
各学習センター及びサテライトスペースに小規模な図書室を置いている。

#### 資料管理棟
本部敷地内には、過去にテレビ・ラジオで放送されたほぼ全ての講義が1インチCタイプVTR・D2-VTR・D3-VTR・デジタルベータカム・HDCAM-VTRなどで保管されている。2011年9月時点の保管数は約25000本、500講義に及ぶ。ただし、過去全ての放送番組が保存されている訳ではなく、放送大学学園が放送を開始した1985年や一部年代の講義は原版となっていた2インチVTRが消去されたため現存していない。
1993年まで、放送大学では1インチVTRを使用していたと過去の「大学の窓」で保管庫の紹介と共に説明された。D3-VTRは2000年頃にデジタルベータカムに転写（ダビング）再記録されたので現在は保管庫に原版のみ保管されている。FMラジオで放送された過去の講義は、ソニー製とマクセル製6m/mオープンリールテープ（10吋）で完パケが同保管庫内に保存されている。
2011年4月からは月に数回程度「もう一度みたい名講義〜放送大学アーカイブス〜」と題し、同保管庫内に保存されている過去のテレビ放送授業の中から選りすぐりの内容を放送している。

#### セミナーハウス
本部敷地内に、研修室と宿泊室を備えたセミナーハウスがある。面接授業への出席、卒業研究、大学院ゼミ、臨床心理学プログラムの実習、サークル活動などに利用できる。宿泊室はビジネスホテルのようなユニットバスのある間取りで、TV（BS受信可能）の他にバスタオル、フェイスタオル、ボディーソープ、ドライヤーを利用できる（シャンプー、歯ブラシ、寝間着はない）。施設内に食堂はなく、飲酒は禁止されている。放送大学学生、教職員であれば大学本部への申請で最大6連泊まで使用でき、1泊2,200円（団体利用割引あり）から利用できる。

### キャンパス
放送大学には本部のほかに、面接授業・単位認定試験・放送授業の再視聴などを行う「学習センター」が全国に50か所、学習センターを補完する「サテライトスペース」が全国に7か所設置されている。各学習センターには、所長・客員教員・事務職員が配置されている。学生は必ずどこか1つの学習センターまたはサテライトスペースに所属するが、所属を問わず全ての学習センター・サテライトスペースを利用できる。東京足立学習センターなど一部の学習センターを除き、休日は月曜日・祝日である。また、公立図書館内などに一部の放送授業番組の再視聴が可能な「再視聴施設」がある。

#### 学習センター

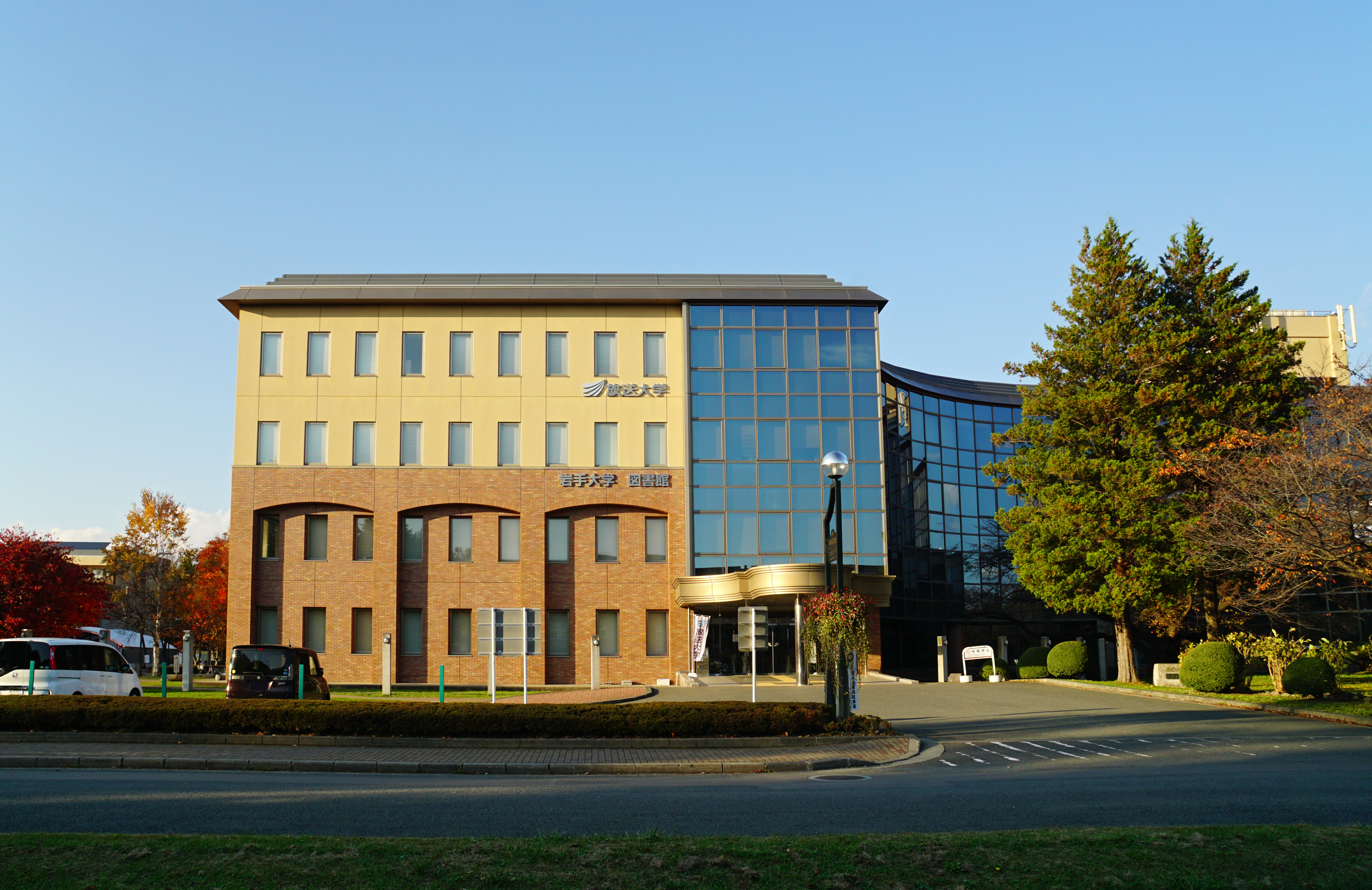
岩手大学に併設された岩手学習センター

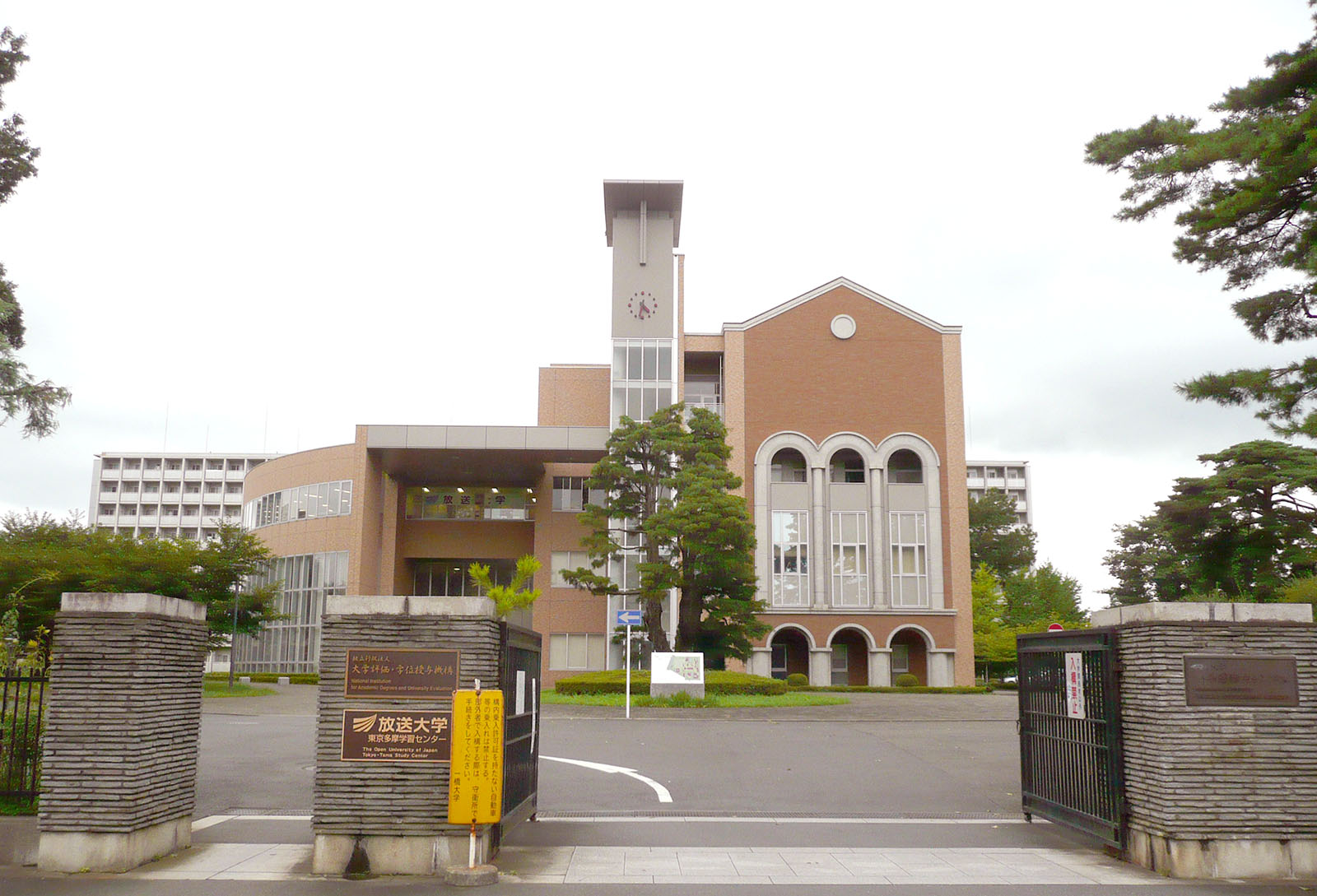
一橋大学に併設された東京多摩学習センター

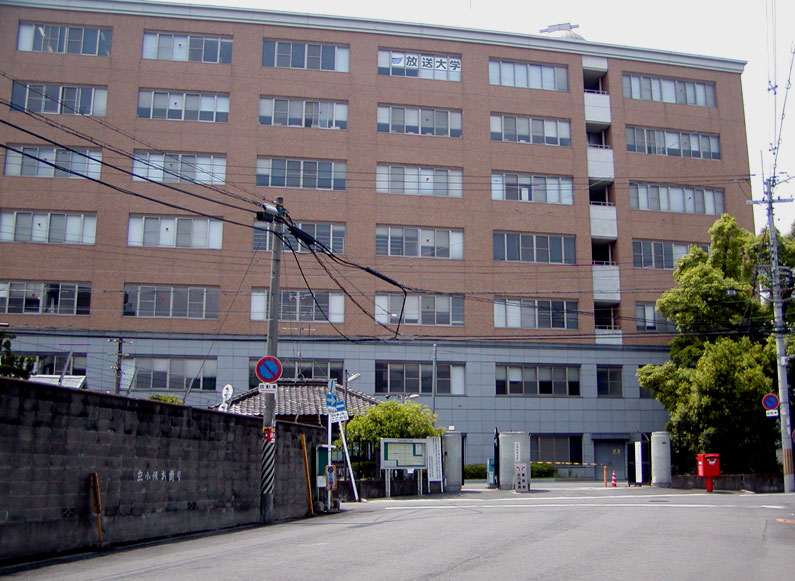
大阪教育大学に併設された大阪学習センター

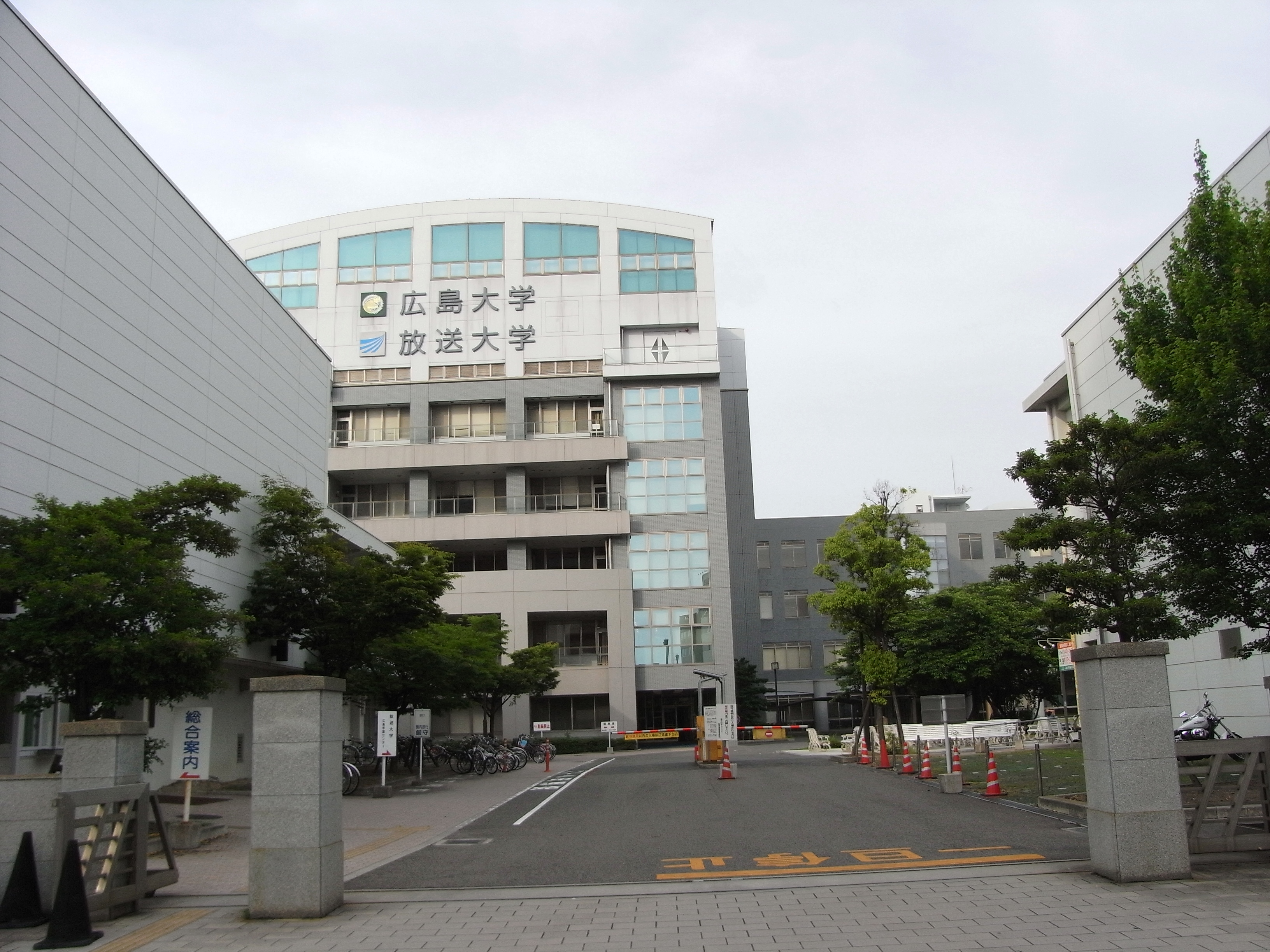
広島大学に併設された広島学習センター

- 北海道学習センター（北海道札幌市北区）- 北海道大学札幌キャンパス情報教育館内
- 青森学習センター（青森県弘前市）- 弘前大学創立60周年記念会館「コラボ弘大」内(2025年4月移転予定弘前駅前「ヒロロ」)
- 岩手学習センター（岩手県盛岡市）- 岩手大学構内
- 宮城学習センター（宮城県仙台市青葉区） - 東北大学片平キャンパス内
- 秋田学習センター（秋田県秋田市）- 秋田大学手形キャンパス ベンチャー・ビジネス・ラボラトリー棟内
- 山形学習センター（山形県山形市）- 霞城セントラル内
- 福島学習センター（福島県郡山市）- 郡山女子大学内
- 茨城学習センター（茨城県水戸市）- 茨城大学水戸地区内
- 栃木学習センター（栃木県宇都宮市）- 宇都宮大学峰キャンパス内
- 群馬学習センター（群馬県前橋市）
- 埼玉学習センター（埼玉県さいたま市大宮区）- 大宮情報文化センター 8・9・10階
- 千葉学習センター（千葉県千葉市美浜区）- 放送大学本部敷地内
- 東京渋谷学習センター （東京都渋谷区道玄坂）- 五島育英会ビル1階 （2012年3月27日開所）
  - （2012年3月18日閉所）東京世田谷学習センター（旧・東京第一学習センター）（東京都世田谷区下馬）- 現・下馬中央公園内
- 東京文京学習センター（旧・東京第二学習センター)（東京都文京区大塚）- 筑波大学東京キャンパス 2・3階
- 東京足立学習センター（旧・東京第三学習センター)（東京都足立区千住）- 学びピア21 6階
- 東京多摩学習センター（東京都小平市）- 一橋大学小平国際キャンパス内
- 神奈川学習センター（神奈川県横浜市南区）
- 新潟学習センター（新潟県新潟市中央区）- 新潟大学旭町キャンパス内
- 富山学習センター（富山県射水市）- 富山県立大学射水キャンパス内
- 石川学習センター（石川県野々市市）- 金沢工業大学扇が丘キャンパス内
- 福井学習センター（福井県福井市）- AOSSA7階(福井県民会館から2007年4月に移転)
- 山梨学習センター（山梨県甲府市）- 山梨大学甲府キャンパス内
- 長野学習センター（長野県諏訪市）- アーク諏訪3階(諏訪市公民館から2019年4月に移転)
- 岐阜学習センター（岐阜県岐阜市）- 県民ふれあい会館第2棟2階
- 静岡学習センター（静岡県三島市）- 静岡県立三島長陵高等学校2階
- 愛知学習センター（愛知県名古屋市西区）- イオンモール Nagoya Noritake Garden BIZrium名古屋 5階(中京大学内から2022年10月に移転)
- 三重学習センター（三重県津市）- 三重県総合文化センター内
- 滋賀学習センター（滋賀県大津市）- 龍谷大学瀬田キャンパス内
- 京都学習センター（京都府京都市下京区）- 京都市大学のまち交流センター内3階
- 大阪学習センター（大阪府大阪市天王寺区）- 大阪教育大学天王寺キャンパス 中央館 6・7階
- 兵庫学習センター（兵庫県神戸市灘区）- 神戸大学六甲台キャンパス内
- 奈良学習センター（奈良県奈良市）- 奈良女子大学コラボレーションセンター3階
- 和歌山学習センター（和歌山県和歌山市）- 和歌山大学松下会館内
- 鳥取学習センター（鳥取県鳥取市）- 鳥取市役所駅南庁舎5階（学習・交流センター鳥取から移転）
- 島根学習センター（島根県松江市）- スティックビル4階
- 岡山学習センター（岡山県岡山市北区）- 岡山大学津島キャンパス法務研究科・文化科学系総合研究棟 5・6階
- 広島学習センター（広島県広島市中区）- 広島大学東千田地区内
- 山口学習センター（山口県山口市）- 山口大学吉田キャンパス 大学会館内 (山口東京理科大学 から2011年3月に移転)
- 徳島学習センター（徳島県徳島市）- 徳島大学新蔵キャンパス 地域・国際交流プラザ（日亜会館）3階
- 香川学習センター（香川県高松市）- 香川大学幸町北キャンパス 研究交流棟 7・8階
- 愛媛学習センター（愛媛県松山市）- 愛媛大学城北地区キャンパス 総合情報メディアセンター3・4階
- 高知学習センター（高知県高知市）- 高知大学朝倉キャンパス メディアの森内
- 福岡学習センター（福岡県春日市）- 九州大学筑紫キャンパス E棟 4・5階(博多織会館から2014年4月に移転)
- 佐賀学習センター（佐賀県佐賀市）- どんどんどんの森内 アバンセ(佐賀県立男女共同参画センター・佐賀県立生涯学習センター) 4階
- 長崎学習センター（長崎県長崎市）- 長崎大学文教キャンパス内
- 熊本学習センター（熊本県熊本市中央区）- 熊本大学黒髪北キャンパス内 附属図書館南棟 2・3階(崇城大学内から2006年3月31日に移転)
- 大分学習センター（大分県別府市）- 別府大学別府キャンパス内
- 宮崎学習センター（宮崎県日向市）
- 鹿児島学習センター（鹿児島県鹿児島市）- かごしま県民交流センター内
- 沖縄学習センター（沖縄県中頭郡西原町）- 琉球大学千原キャンパス内 地域国際学習センター棟 4・5階

#### サテライトスペース
- 旭川サテライトスペース（北海道旭川市） - 旧旭川市青少年科学館内
- 八戸サテライトスペース（青森県八戸市） - 八戸地域地場産業振興センター「ユートリー」内
- いわきサテライトスペース（福島県いわき市） - いわき市社会福祉センター（東日本国際大学から2023年3月1日に移転）
- 浜松サテライトスペース（静岡県浜松市中央区） - クリエート浜松内
- 姫路サテライトスペース（兵庫県姫路市） - イーグレひめじ内
- 福山サテライトスペース（広島県福山市） - まなびの館ローズコム内
- 北九州サテライトスペース（福岡県北九州市八幡西区） - 黒崎駅横コムシティ内